# МКХ-10: Клас III. Хвороби крові і кровотворних органів та окремі порушення із залученням імунного механізму

## (D50-D89) Клас III. Хвороби крові і кровотворних органів та окремі порушення з залученням імунного механізму

### (D50-D53) Аліментарні анемії
| (D50.8)  | Залізодефіцитна анемія                                                                        |
| (D50.0)  | Залізодефіцитна анемія вторинна внаслідок крововтрати (хронічної)                             |
| (D50.1)  | Сидеропенічна анемія                                                                          |
| (D50.8)  | Інші залізодефіцитні анемії                                                                   |
| (D50.9)  | Залізодефіцитна анемія, неуточнена                                                            |
| (D51)    | Вітамін В12-дефіцитна анемія                                                                  |
| (D51.0)  | Вітамін В 12-дефіцитна анемія, обумовлена недостатністю внутрішнього фактору                  |
| (D51.1)  | Вітамін В 12-дефіцитна анемія, внаслідок селективної вітамін В 12-малабсорбції з протеінурією |
| (D51.2)  | Дефіцит транскобаламіна II                                                                    |
| (D51.3)  | Інші вітамін В 12-дефіцитні аліментарні анемії                                                |
| (D51.8)  | Інші вітамін В 12-дефіцитні анемії                                                            |
| (D51.9)  | Вітамін В 12-дефіцитна анемія, неуточнена                                                     |
| (D52)    | Фолат-дефіцитна анемія                                                                        |
| (D52.0)  | Фолат-дефіцитна аліментарна анемія                                                            |
| (D52.1)  | Медикаментозна фолат-дефіцитна анемія                                                         |
| (D52.8)  | Інші фолат-дефіцитні анемії                                                                   |
| (D52.9)  | Фолат-дефіцитна анемія, неуточнена                                                            |
| (D53)    | Інші аліментарні анемії                                                                       |
| (D53.0)  | Білково-дефіцитна анемія                                                                      |
| (D53.1)  | Інші мегалобластичні анемії, не класифіковані в інших рубриках                                |
| (D53.2)  | Цинготна анемія                                                                               |
| (D53.8)  | Інші уточнені аліментарні анемії                                                              |
| (D53.09) | Аліментарна анемія, неуточнена                                                                |

### (D55-D59) Гемолітичні анемії
| (D55)   | Анемія внаслідок порушень ферментів                                        |
| (D55.0) | Анемія внаслідок недостатності глюкозо-6-фосфат дегидрогенази (Г6ФД)       |
| (D55.1) | Анемія внаслідок інших порушень обміну глютатіона                          |
| (D55.2) | Анемія внаслідок порушень гліколітичних ферментів                          |
| (D55.3) | Анемія внаслідок порушень обміну нуклеотидів                               |
| (D55.8) | Інші анемії внаслідок порушень ферментів                                   |
| (D55.9) | Анемія внаслідок ферментного порушення, неуточнена                         |
| (D56)   | Таласемія                                                                  |
| (D56.0) | Альфа-таласемія                                                            |
| (D56.1) | Бета-таласемія                                                             |
| (D56.2) | Дельта-бета таласемія                                                      |
| (D56.3) | Таласемічна ознака                                                         |
| (D56.4) | Спадкова персистенція фетального гемоглобіну (СПФГ)                        |
| (D56.8) | Інші таласемії                                                             |
| (D56.9) | Таласемія, неуточнена                                                      |
| (D57)   | Серпоподібно-клітинні порушення                                            |
| (D57.0) | Серпоподібноклітинна анемія з кризами                                      |
| (D57.1) | Серпоподібноклітинна анемія без кризів                                     |
| (D57.2) | Подвійні гетерозиготні серпоподібноклітинні порушення                      |
| (D57.3) | Серпоподібноклітинна ознака                                                |
| (D57.8) | Інші серпоподібноклітинні порушення                                        |
| (D58)   | Інші спадкові гемолітичні анемії                                           |
| (D58.0) | Спадковий сфероцитоз                                                       |
| (D58.1) | Спадковий еліптоцитоз                                                      |
| (D58.2) | Інші гемоглобінопатії                                                      |
| (D58.8) | Інші спадкові гемолітичні анемії                                           |
| (D58.9) | Спадкова гемолітична анемія, неуточнена                                    |
| (D59)   | Набута гемолітична анемія                                                  |
| (D59.0) | Медикаментозна аутоімунна гемолітична анемія                               |
| (D59.1) | Інші аутоімунні гемолітичні анемії                                         |
| (D59.2) | Медикаментозна неаутоімунна гемолітична анемія                             |
| (D59.3) | Гемолітично-уремічний синдром                                              |
| (D59.4) | Інші неаутоімунні гемолітичні анемії                                       |
| (D59.5) | Нічна пароксизмальна гемоглобінурія (Маркіафави-Мікелі)                    |
| (D59.6) | Гемоглобірія внаслідок гемолізу, пов'язаного з іншими зовнішніми причинами |
| (D59.8) | Інші набуті гемолітичні анемії                                             |
| (D59.9) | Набута гемолітична анемія, неуточнена                                      |

### (D60-D64) Апластичні та інші анемії
| (D60)   | Набута чиста еритроцитарна аплазія (еритробластопенія)               |
| (D60.0) | Хронічна набута чиста еритроцитарна аплазія                          |
| (D60.1) | Транзиторна набута істинна еритроцитарна аплазія                     |
| (D60.8) | Інші набуті істинні еритроцитарні аплазії                            |
| (D60.9) | Набута чиста еритроцитарна аплазія, неуточнена                       |
| (D61)   | Інші апластичні анемії                                               |
| (D61.0) | Конституціональна апластична анемія                                  |
| (D61.1) | Апластична анемія, викликана лікарськими препаратами                 |
| (D61.2) | Апластична анемія, викликана іншими зовнішніми агентами              |
| (D61.3) | Ідіопатична апластична анемія                                        |
| (D61.8) | Інші уточнені апластичні анемії                                      |
| (D61.9) | Апластична анемія, неуточнена                                        |
| (D62)   | Гостра постгеморагічна анемія                                        |
| (D63)   | Анемія при хронічних хворобах, класифікованих в інших рубриках       |
| (D63.0) | Анемія при новоутворенні (С00-D48+)                                  |
| (D63.8) | Анемія при інших хронічних хворобах, класифікованих в інших рубриках |
| (D64)   | Інші анемії                                                          |
| (D64.0) | Спадкова сидеробластна анемія                                        |
| (D64.1) | Вторинна сидеробластна анемія внаслідок хвороби                      |
| (D64.2) | Вторинна сидеробластна анемія, викликана медикаментами або токсинами |
| (D64.3) | Інші сидеробластні анемії                                            |
| (D64.4) | Вроджена дисеритропоетична анемія                                    |
| (D64.8) | Інші уточнені анемії                                                 |
| (D64.9) | Анемія, неуточнена                                                   |

### (D65-D69) Порушення згортання крові, пурпура та інші геморагічні стани
| (D65)   | Дисемінована внутрісудинна коагуляція (синдром дефібринізації)  |
| (D66)   | Спадкова недостатність фактора VIII                             |
| (D67)   | Спадкова недостатність фактора IX                               |
| (D68)   | Інші порушення згортання крові                                  |
| (D68.0) | Хвороба Вілленбранда-Юргенса                                    |
| (D68.1) | Спадковий дефіцит фактора XI                                    |
| (D68.2) | Спадковий дефіцит інших факторів згортання крові                |
| (D68.3) | Геморагічне порушення, обумовлене циркулюючими антикоагулянтами |
| (D68.4) | Набутий дефіцит фактора коагуляції                              |
| (D68.8) | Інші уточнені порушення згортання крові                         |
| (D68.9) | Порушення згортання крові, неуточнене                           |
| (D69)   | Пурпура та інші геморагічні стани                               |
| (D69.0) | Алергічна пурпура                                               |
| (D69.1) | Якісні зміни тромбоцитів                                        |
| (D69.2) | Інша нетромбоцитопенічна пурпура                                |
| (D69.3) | Ідиопатична тромбоцитопенічна пурпура                           |
| (D69.4) | Інша первинна тромбоцитопенія                                   |
| (D69.5) | Вторинна тромбоцитопенія                                        |
| (D69.6) | Тромбоцитопенія, неуточнена                                     |
| (D69.8) | Інші уточнені геморагічні стани                                 |
| (D69.9) | Геморагічний стан, неуточнений                                  |

### (D70-D77) Інші хвороби крові та кровотворних органів
| (D70)   | Агранулоцитоз                                                                                     |
| (D71)   | Функціональні порушення поліморфоноядерних нейтрофілів                                            |
| (D72)   | Інші порушення лейкоцитів                                                                         |
| (D72.0) | Генетичні аномалії лейкоцитів                                                                     |
| (D72.1) | Еозинофілія                                                                                       |
| (D72.8) | Інші уточнені порушення лейкоцитів                                                                |
| (D72.9) | Порушення лейкоцитів, неуточнене                                                                  |
| (D73)   | Хвороби селезінки                                                                                 |
| (D73.0) | Гіпоспленізм                                                                                      |
| (D73.1) | Гіперспленізм                                                                                     |
| (D73.2) | Хронічна застійна спленомегалія                                                                   |
| (D73.3) | Абсцес селезінки                                                                                  |
| (D73.4) | Кіста селезінки                                                                                   |
| (D73.8) | Інші хвороби селезінки                                                                            |
| (D73.9) | Хвороба селезінки, неуточнена                                                                     |
| (D74)   | Метгемоглобінемія                                                                                 |
| (D74.0) | Вроджена метгемоглобінемія                                                                        |
| (D74.8) | Інші метгемоглобінемії                                                                            |
| (D74.9) | Метгемоглобінемія, неуточнена                                                                     |
| (D75)   | Інші хвороби крові та кровотворних органів                                                        |
| (D75.0) | Сімейний еритроцитоз                                                                              |
| (D75.1) | Вторинна поліцитемія                                                                              |
| (D75.2) | Есенціальний тромбоцитоз                                                                          |
| (D75.8) | Інші уточнені хвороби крові та кровотворних органів                                               |
| (D75.9) | Хвороба крові та кровотворних органів, неуточнена                                                 |
| (D76)   | Деякі хвороби, пов'язані з залученням лімфоретикулярноє тканини та ретикулогістіоцитарної системи |
| (D76.0) | Гістіоцитоз клітин Лангерганса, некласифікований в інших рубриках                                 |
| (D76.1) | Гемофагоцитарний лімфогістіоцитоз                                                                 |
| (D76.2) | Гемофагоцитарний синдром, пов'язаний з інфекцією                                                  |
| (D76.3) | Інші синдроми гістіоцитозу                                                                        |
| (D77)   | Інші порушення крові та кровотворних органів при хворобах, не класифікованих в інших рубриках     |

### (D80-D89) Деякі порушення з залученням імунного механізму
| (D80)   | Імунодефіцит з переважним порушенням антитіл                                                  |
| (D80.0) | Спадкова гіпогамаглобулінемія                                                                 |
|         | Тяжкий комбінований імунодефіцит (ТКІД) з ретикулярним дисгенезом                             |
| (D80.1) | Несімейна гіпогамаглобулінемія                                                                |
|         | Тяжкий комбінований імунодефіцит (ТКІД) з низькою кількістю Т- та В-клітин                    |
| (D80.2) | Селективний дефіцит імуноглобуліна А (lgA)                                                    |
|         | Тяжкий комбінований імунодефіцит (ТКІД) з низькою чи нормальною кількістю В-клітин            |
| (D80.3) | Селективний дефіцит імуноглобуліна G (lgG) підкласів                                          |
| (D80.4) | Селективний дефіцит імуноглобуліна M (lgM)                                                    |
| (D80.5) | Імунодефіцит з підвищенням імуноглобуліна M (lgM)                                             |
| (D80.6) | Дефіцит антитіл з близьким до нормального рівнем імуноглобулінів або з гіпергамаглобулінемією |
| (D80.7) | Транзиторна гіпогамаглобулінемія немовляти                                                    |
| (D80.8) | Інші імунодефіцити з переважним порушенням антитіл                                            |
| (D80.9) | Імунодефіцит з переважним порушенням антитіл, неуточнений                                     |
| (D81)   | Комбіновані імунні порушення                                                                  |
| (D81.3) | Дефіцит аденозин-деамінази (АДА)                                                              |
| (D81.4) | Синдром Незелофа                                                                              |
| (D81.5) | Дефіцит пурин нуклеозид фосфорилази (ПНФ)                                                     |
| (D81.6) | Дефіцит основного комплексу гістосумісності I класу                                           |
| (D81.7) | Дефіцит основного комплексу гістосумісності II класу                                          |
| (D81.8) | Інші комбіновані імунодефіцити                                                                |
| (D81.9) | Комбінований імунодефіцит, неуточнений                                                        |
| (D82)   | Імунодефіцит, пов'язаний з іншими основними порушеннями                                       |
| (D82.0) | Синдром Віскотт-Олдриха                                                                       |
| (D82.1) | Синдром Ді Джорджа                                                                            |
| (D82.2) | Імунодефіцит карликів                                                                         |
| (D82.3) | Імунодефіцит, супроводжуючий спадкову дефектну реакцію на вірус Епштейна-Бара                 |
| (D82.4) | Синдром гіперімуноглобуліна E (IgE)                                                           |
| (D82.8) | Імунодефіцит, пов'язаний з іншими уточненими основними дефектами                              |
| (D82.9) | Імунодефіцит, пов'язаний з основним дефектом, неуточненим                                     |
| (D83)   | Загальний нестійкий імунодефіцит                                                              |
| (D83.0) | Загальний нестійкий імунодефіцит з переважними порушеннями кількості та функції В-клітин      |
| (D83.1) | Загальний нестійкий імунодефіцит з переважними імунорегуляторними порушеннями Т-клітин        |
| (D83.2) | Загальний нестійкий імунодефіцит з аутоантитілами до В-та Т-клітин                            |
| (D83.8) | Інші загальні нестійкі імунодефіцити                                                          |
| (D83.9) | Загальний нестійкий імунодефіцит, неуточнений                                                 |
| (D84)   | Інші імунні порушення                                                                         |
| (D84.0) | Дефект лімфоцитарної функції антигену -1 (ЛФА-1)                                              |
| (D84.1) | Дефект в системі комплементу                                                                  |
| (D84.8) | Інші уточнені імунні порушення                                                                |
| (D84.9) | Імунне порушення, неуточнене                                                                  |
| (D86)   | Саркоідоз                                                                                     |
| (D86.0) | Саркоідоз легень                                                                              |
| (D86.1) | Саркоідоз лімфатичних вузлів                                                                  |
| (D86.2) | Саркоідоз легень з саркоідозом лімфатичних вузлів                                             |
| (D86.3) | Саркоідоз шкіри                                                                               |
| (D86.8) | Саркоідоз інших та комбінованих локалізацій                                                   |
| (D86.9) | Саркоідоз, неуточнений                                                                        |
| (D89)   | Інші порушення, з залученням імунного механізму, не класифіковані в інших рубриках            |
| (D89.0) | Поліклональна гіпергамаглобулінемія                                                           |
| (D89.1) | Кріоглобулінемія                                                                              |
| (D89.2) | Гіпергамаглобулінемія, неуточнена                                                             |
| (D89.8) | Інші уточнені порушення з залученням імунного механізму, не класифіковані в інших рубриках    |
| (D89.9) | Порушення, з залученням імунного механізму, неуточнене                                        |

## Виноски
1. ↑  International Statistical Classification of Diseases and Related Health Problems 10th Revision. Version:2015 (англ.). World Health Organization. Процитовано 15 листопада 2015. (англ.)
2. ↑  Клініко-статистична класифікація хвороб, розроблена на базі МКХ-10 (проект) (укр.). Міністерство охорони здоров'я України. Процитовано 15 листопада 2015. (укр.)